# Szimmetrikus audiovonal

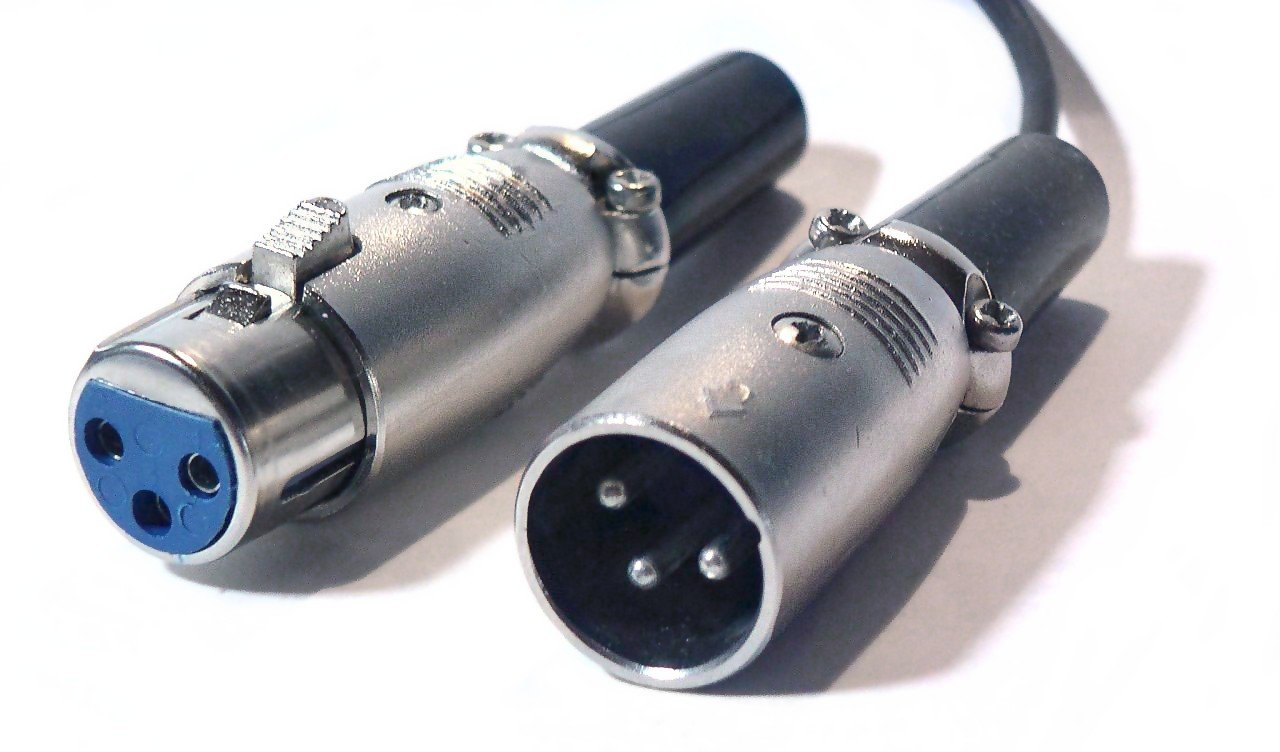
Gyakran használt csatlakozó szimmetrikus audio vonalhoz.

Fig. 1. Balanced line in twisted pair format. This line is intended for use with 2-wire circuits.

Fig. 2. Balanced line in star quad format. This line is intended for use with 4-wire circuits or two 2-wire circuits. It is also used with microphone signals in professional audio.

Fig. 3. Balanced line in DM quad format. This line is intended for use with 4-wire circuits or two 2-wire circuits.

A szimmetrikus audio vonal (angol: balanced audio, német:Symmetrische Signalübertragung) egy hangtechnika, amely lehetővé teszi hosszú kábelek használatát kisebb külső zaj mellett. A leggyakrabban használt szimmetrikus csatlakozó a 3-pólusú XLR, amit mikrofonoknál szoktak alkalmazni erős felépítése miatt. Sok mikrofon alacsony impedanciájú (Z), emiatt a hosszú mikrofonkábelek érzékenyek bizonyos külső zajokra. Ezért a mikrofonokhoz a szimmetrikus vonal a megfelelő eszköz, ami kiiktatja ezeket a külső zajokat.
Egy szimmetrikus audio kábelben három vezeték található. Ebből kettőt a jelátvitelre használ, a harmadik pedig az árnyékolás, ami árnyékolja a másik kettőt.  A jel a melegpont és a hidegpont közötti különbség. A keletkező zaj nagy része mind a két ponton egyenlő mértékben jelentkezik, így a zaj könnyen kiszűrhető egy differenciál-erősítő vagy egy "balun" használatával a bemeneten.

## További források
- Michael Ebner: Handbuch der PA Technik. 1. Auflage, Elektor-Verlag, Aachen, 2002, ISBN 3-89576-114-1
- Hubert Henle: Das Tonstudio Handbuch. 5.Auflage, GC Carstensen Verlag, München, 2001, ISBN 3-910098-19-3
- Thomas Görne: Mikrofone in Theorie und Praxis. 8. Auflage, Elektor-Verlag, Aachen, 2007, ISBN 978-3-89576-189-8
- Thomas Görne: Tontechnik. 1. Auflage, Carl Hanser Verlag, Leipzig, 2006, ISBN 3-446-40198-9
- Siegfried Wirsum: Nf-Tricks für den Audio-Freak. 1. Auflage, Franzis Verlag GmbH, München, 1990, ISBN 3-7723-3321-4
- Helmut Röder, Heinz Ruckriegel, Heinz Häberle: Elektronik 3.Teil, Nachrichtenelektronik. 5. Auflage,  Verlag Europa Lehrmittel, Wuppertal, 1980, ISBN 3-8085-3225-4
- Uk Sound And Lighting Community – Article On Balanced Lines
- A Simple Implementation of the Impedance Balanced Output Archiválva 2008. július 3-i dátummal a Wayback Machine-ben